# S. T. Gordon
S. T. Gordon (* 18. April 1959 in Las Vegas, Nevada, USA) ist ein ehemaliger US-amerikanischer Cruisergewichtsboxer und Weltmeister des Verbandes WBC.

## Karriere
Gordon war noch keine 18 Jahre alt, als er sein Profidebüt im Jahre 1977 gab und über 8 Runden nach Punkten gegen Alvaro Lopez verlor. Er gewann seine nächsten sieben Kämpfe (sechs davon durch klassischen K. o.). Seinen neunten Fight verlor der mittlerweile 18 Jahre alte Normalausleger umstritten durch geteilte Punktentscheidung. 1978 musste er insgesamt drei Niederlagen hinnehmen, darunter eine Disqualifikation in Runde 4 gegen den Schwergewichtler Gerry Cooney.
Am 6. Juni 1979 sicherte er sich gegen Earl Tripp (Bilanz 10-2-0), gegen den er 8 Monate zuvor verlor, den USA Nevada State Title. Im darauffolgenden Jahr schlug er unter anderem Eric Sedillo (Bilanz 13-1-0-) und Niua Tofaeono (Bilanz 9-0-0) jeweils durch K. o. und holte sich den vakanten Nordamerikanischen Meistergürtel gegen Ivy Brown  ebenfalls durch K. o. Im Jahr 1981 erkämpfte er sich auch den vakanten USA California State Title.
Am 27. Juni 1982 trat er in Highland Heights, Ohio, USA gegen den amtierenden puerto-ricanischen WBC-Weltmeister Carlos De León (Bilanz 32-2-0-) in einem auf 15 Runden angesetzten Kampf an und siegte durch technischen Knockout in der 2. Runde und sicherte sich dadurch den Gürtel. Er verteidigte diesen Titel im Februar des darauffolgenden Jahres gegen Jesse Burnett.
Gordon stieg auf ins Schwergewicht, in der Königsklasse, und boxte dort gegen den späteren WBC-Weltmeister Trevor Berbick. Diese Auseinandersetzung, in der es um keinen Titel ging, fand Ende Mai 1983 in Las Vegas, Nevada statt. Gordon entschied dieses 10-Runden-Gefecht völlig überraschend nach Punkten für sich.
Gut sechs Wochen später traf er in seiner alten Gewichtsklasse, im Cruisergewicht, abermals auf Carlos De León. Wie schon in ihrem ersten Kampf, ging es auch hier um den WBC-Weltmeistergürtel. De León nahm Revanche und besiegte Gordon klar und einstimmig nach Punkten. Nach dieser Niederlage beendete Gordon seine Karriere.

## Comeback
Nach gut vier Jahren Inaktivität gab Gordon sein Comeback. Jedoch ohne Erfolg, denn sein Gegner Dwain Bonds, der generell bestenfalls als ein Aufbaugegner galt, schlug ihn bereits in der ersten Runde durch technischen K. o.